# Deniz Evin
Deniz Evin (* 1. September 1983 in Kırşehir) ist ein türkischer Schauspieler.

## Leben
Evin absolvierte Schauspielunterricht an der Hacettepe-Universität. Seit 2008 trat er im Fernsehen auf. Seinen ersten Auftritt hatte er in der Rolle des Akın aus der türkischen Fernsehserie Doludizgin Yıllar. Größere Bekanntheit in der Türkei erlangte er durch die Rolle des Umut aus der Serie Beni Affet, jedoch verließ er 2017 die Serie aufgrund gesundheitlicher Probleme.

## Filmografie
- 2008: Doludizgin Yıllar
- 2012–2017: Beni Affet

## Persönliches
Evin ist mit der türkischen Schauspielerin Gaye Evin verheiratet. Er hat einen Bruder namens Devrim Evin.